# Centre d'études français sur la Chine contemporaine
Le Centre d'étude français sur la Chine contemporaine (CEFC) est un centre de recherche sur la Chine contemporaine basé à Hong Kong. Il est rattaché au Centre national de la recherche scientifique et du ministère de l'Europe et des Affaires étrangères. Il fait partie du réseau des instituts français de recherche à l'étranger.

## Histoire
Le Centre est fondé en 1991 à Hong Kong. Il dispose d'une bibliothèque d’ouvrages classiques de sciences sociales sur la Chine, Hong Kong et Macao, en français, anglais et chinois,. Il publie une revue de recherche trimestrielle, China Perspectives/Perspectives chinoises sur la Chine contemporaine.
En 1994, Jean-Pierre Cabestan ouvre une antenne à Taipei, Taïwan. Elle est hébergée par l'Academia sinica depuis 1998.
En juillet 2011 est fondé un centre de recherche à Pékin, le Centre franco-chinois. Elle est rattachée au CEFC en mars 2014. Elle est hébergée par l'université Tsinghua. Des chercheurs individuels sont établis en Chine continentale.

## Directeurs
- 1991-1998 : Michel Bonnin
- 1998-2003 : Jean-Pierre Cabestan
- 2003-2006 : Gilles Guiheux
- 2006-2011 : Jean-François Huchet
- 2011-2015 : Sebastian Veg
- 2015-2019 : Eric Florence
- 2019-2023 : Pierre Miège
- Depuis 2023 : Benjamin Taunay